# Cantonul Saint-Pierre-de-Chignac
Cantonul Saint-Pierre-de-Chignac este un canton din arondismentul Périgueux, departamentul Dordogne, regiunea Aquitania, Franța.

## Comune
| Comune                    | Populație (1999) | Cod poștal | Cod INSEE |
| ------------------------- | ---------------- | ---------- | --------- |
| Atur                      | 1.787            | 24750      | 24013     |
| Bassillac                 | 1.795            | 24330      | 24026     |
| Blis-et-Born              | 417              | 24330      | 24044     |
| Boulazac                  | 6.606            | 24750      | 24053     |
| La Douze                  | 1.069            | 24330      | 24156     |
| Eyliac                    | 739              | 24330      | 24166     |
| Marsaneix                 | 1.028            | 24750      | 24258     |
| Milhac-d'Auberoche        | 554              | 24330      | 24270     |
| Notre-Dame-de-Sanilhac    | 3.059            | 24660      | 24312     |
| Saint-Antoine-d'Auberoche | 147              | 24330      | 24369     |
| Saint-Crépin-d'Auberoche  | 294              | 24330      | 24390     |
| Saint-Geyrac              | 241              | 24330      | 24421     |
| Saint-Laurent-sur-Manoire | 913              | 24330      | 24439     |
| Sainte-Marie-de-Chignac   | 591              | 24330      | 24447     |
| Saint-Pierre-de-Chignac   | 814              | 24330      | 24484     |